# Centre de recherche en histoire des sciences et des techniques
Le Centre Alexandre-Koyré (CAK) ou anciennement Le Centre de Recherche en Histoire des Sciences et des Techniques est un laboratoire de recherche en sciences humaines et sociales dont les travaux se concentrent sur l'histoire des sciences et l'histoire des techniques. Créé en 1958, le centre est basé au Campus Condorcet à Aubervilliers. Le CAK est un centre de recherche associé au CNRS, à l'École des hautes études en sciences sociales (EHESS) et au Muséum national d'histoire naturelle. Le CAK possède une plateforme technologique, reconnue par le CNRS[réf. nécessaire] en tant que centre national de ressources numériques.

## Histoire
Fondé en 1958 au sein de la VIe section (Sciences économiques et sociales) de l’École pratique des hautes études (EPHE), le « Centre de recherches d’histoire des sciences et des techniques », devenu Centre Alexandre-Koyré en 1966, est un laboratoire de l’École des hautes études en sciences sociales, du CNRS et du Muséum national d’histoire naturelle (UMR 8560). Il réunit actuellement plus d’une centaine de chercheurs, enseignants-chercheurs, post-doctorants et doctorants. Leurs travaux s’inscrivent dans une perspective d’histoire sociale et culturelle des sciences, des savoirs et des techniques, en dialogue avec des approches philosophiques et sociologiques. Ces travaux se caractérisent par une très large ouverture quant aux périodes historiques – de l’Antiquité au monde contemporain –, aux aires culturelles et géographiques, aux échelles d’analyse – du local au global et leurs interactions –, ou encore aux objets de recherche : des sciences de l’homme et de la société aux savoirs naturalistes, des enjeux politiques des technosciences aux circulations des savoirs, des études visuelles des sciences à l’institution historique des disciplines et leur évolution, des savoirs sur le corps et sur le vivant à l’histoire de l’historiographie des sciences.
Le Centre Alexandre-Koyré est partenaire de deux laboratoires d’excellence, le LabEx « Histoire et anthropologie des savoirs, des techniques et des croyances » (HASTEC) et le LabEx « Sciences, innovations et techniques en société » (SITES). Il organise une formation à la recherche par la recherche, du master au doctorat, dans le cadre de l’EHESS, son établissement de tutelle principal. Il possède une bibliothèque spécialisée qui constitue, de par la richesse de ses fonds, l’une des plus importantes dans le domaine de l’histoire et l’étude des sciences et des techniques en France.

## Thématiques de recherche du CAK
Histoire croisée des sciences de l’homme, du corps et de la nature
Les recherches menées au sein de cet axe sont marquées par l’extension maximale donnée au concept de « sciences de l’homme ». Par « histoire croisée », on entend une pratique qui n’entérine pas les découpages disciplinaires mais les questionne. Aussi les relations avec deux grands ensembles de productions scientifiques sont-elles des objets d’enquête privilégiés : les « sciences du corps », à travers l’histoire des savoirs médicaux, et les « sciences de la nature », dont on interroge l’hétérogénéité avec les sciences de l’homme.
Sciences, mondialisations, gouvernement des sociétés et de l’environnement
Le cadre chronologique de cet axe va du XIXe siècle au temps présent. Les problématiques principales de recherche concernent les sciences physico-chimiques et leurs génies associés, les questions de l’évolution climatique et de la biodiversité, révélatrices des modalités de relations entre des acteurs scientifiques, industriels, économiques et politiques, l’histoire des transformations conjointes des savoirs en sciences de la vie et des formes de gouvernement du vivant et de la nature.
Évolution, temporalité, genèse dans les techniques
Cet axe réinvestit la réflexion historique et épistémologique sur les techniques. La « pensée technique et l’écrit » en constitue un des thèmes marquants. Il permet de susciter la réflexivité tant à propos de l’objet d’étude que des modalités de recherche. Est interrogé l’outillage non seulement mental mais matériel, en partant d'une enquête sur les écrits de la pratique. Une large place y est faite aux discours visant à élaborer une science de la technique, mais aussi à ceux qui cherchent à promouvoir les activités des techniciens et des usagers.
Histoire sociale et culturelle des savoirs mathématiques
Cet axe vise à historiciser radicalement les mathématiques à partir de l’étude de leurs pratiques dans l’Antiquité et dans les périodes prémoderne et moderne. Il s’entend comme un atelier multidisciplinaire de recherche sur les mathématiques, qu’il s’agit d’interroger avec les outils des sciences sociales (histoire sociale et culturelle, anthropologie, philologie, etc.).
Sciences et savoirs de la première modernité
Cet axe inscrit ses travaux dans une perspective de renouvellement des études sur les sciences et les savoirs de la première modernité. Les bouleversements qui ont affecté les sciences sociales et l’histoire en particulier, dans les deux dernières décennies, ont permis de dégager deux axes critiques : celui de la mise en question de la notion même de science à l’époque moderne ; celui de l'interrogation sur les acteurs, lieux et espaces de son étude.